# 発信人は死者
『発信人は死者』（はっしんにんはししゃ）は、西村京太郎の長編推理小説。1977年に光文社から刊行された。

## ストーリー
報道カメラマン・野口浩介の無線に、午前二時に謎の救難信号が送られてきた。調査の結果、旧日本軍の暗号であることが判明するも、それはすでにトラック諸島に沈没したはずの潜水艦・伊号五0九潜水艦からの救助要請であった。衝撃の事実に野口とその友人である氏家由紀子、江上周作は真相を探るべく行動を開始するが、当時の関係者たちが次々と怪死していく。

## 主な登場人物

### 主要人物
- 野口浩介
本作の主人公。報道カメラマン。趣味はアマチュア無線とスキューバダイビング。27歳。
- 氏家由紀子
本作のヒロイン。モデル。八分の一だけデンマーク人の血が流れている。野口・江上とはスキューバダイビング仲間である。愛称は「ユキベエ」。23歳。
- 江上周作
ヨット設計士。バツイチ。37歳。

### 警察関係者
- 十津川省三
本作のもう一人の主人公。とある事件を調査しているうちに野口たちと知り合う。
- 亀井定雄
- 本多時孝
- 三浦刑事部長
- 安田
逗子警察署刑事。
- 田島
新宿警察署刑事。

### 旧日本軍関係者
- 和辻
元海軍中佐。
- 佐伯賢次郎
N造船相談役。
- 佐伯明子
賢次郎の妻。
- 清水
旧海軍省所属。
- 橋本邦栄
旧海軍軍令部大佐。
- 的場
第二十潜水艦司令。

### 伊号五0九潜水艦関係者
- 大杉良成
伊号五0九潜水艦艦長。
- 田島きみ子
大杉良成の妻。55歳。
- 森明夫
元伊号五0九潜水艦乗組員。49歳。
- 岩村不二夫
元伊号五0九潜水艦乗組員。

### トラック諸島
- フレッド・アンガー
ヨットオーナー。
- エリザベス・アンガー
フレッドの妻。

### 南原機関
- 南原郷造
南原機関理事長。
- 林一夫
南原機関理事。
- 加藤安雄
南原機関理事。
- 入江竜三郎
南原機関理事。
- 阿部広巳
南原機関理事。
- 月田明
南原機関理事。
- 神谷太郎
南原機関理事。

### 東明大学
- 神谷信博
東明大学学長。63歳。
- 塚田一夫
憲法学者。
- 佐伯恵一
東明大学経済学部学生。賢次郎の一人息子。
- 細矢
東明大学野球部員。
- 今西
東明大学野球部員。
- 西井
東明大学野球部監督。
- 鈴木
元東明大学理事。

### その他
- 菊地三郎
「南原機関の謎」著者。
- 塩見
四谷出版社員。
- 塚田寛一
塚田設計事務所社長。
- 塚田京子
寛一の妻。
- 塚田亮二
寛一の弟。
- 神谷太郎
神谷精工社長。39歳。
- 神谷太郎
M物産第三営業部長。45歳。
- 神谷太郎
S大学理事。40歳。
- 神谷泰三
神谷電気社長。60歳。
- 神谷義太郎
中央住宅公社理事。59歳。
- 今西
元文部大臣。
- 塚田晋太郎
M化学社長。
- 神谷徳之介
信博の父。
- 神谷ふみ
信博の母。
- 神谷太郎
信博の兄。
- 小山純
鈴木製薬営業課社員。26歳。
- 寺田晋吉
鉄砲店店主。62歳。
- 大田淳一
日本道徳連盟所属者。

## 映画
1979年にこの作品を原作とした映画が公開された。

## 書誌情報
- 『発信人は死者』光文社〈カッパ・ノベルス〉、1977年11月。ASIN B000J8SU5U。
- 『発信人は死者』光文社〈カッパ・ノベルス〉、1982年1月。ISBN 4-334-02329-0。
- 『発信人は死者』光文社〈光文社文庫〉、1986年3月。ISBN 4-334-70314-3。
- 「発信人は死者」『西村京太郎長編推理選集』 第3巻、講談社、1987年11月。ISBN 4-06-194503-3。
- 『発信人は死者』徳間書店〈徳間文庫〉、2015年4月2日。ISBN 978-4-19-893956-4。